# Mahasz Dance Top 40
A Mahasz Dance Top 40 listáját a Magyar Lemezlovas Egyesület közreműködésével a Mahasz készíti el közel 4-500 hazai lemezlovas heti játszási listái alapján. Megtudható segítségével, hogy Magyarországon a diszkókban, klubokban mely zenékre táncol legtöbbet, legszívesebben a közönség. 

## A slágerlistáról
A Magyar Hangfelvétel-kiadók Szövetsége (MAHASZ) első alkalommal 2003 szeptemberében mutatta be a Dance Top 40 slágerlistát, amit a Magyar Lemezlovas Egyesület közreműködésével készítenek el. Kezdetben a Magyarországon dolgozó lemezlovasok heti tizes listái alapján állították össze, ma már egy húszas playlist adatait dolgozzák fel. A Dance Top 40 lista azt mutatja, hogy a DJ-k mely dalokat forgatják leginkább, illetve melyik számokra bulizik legszívesebben hétről hétre a közönség az ország legkülönbözőbb szórakozóhelyein. Ezáltal a listát sem a lemezeladások, sem a rádiók, sem a kiadók, de még a zenekritikusok, önjelölt "trendi arcok" sem befolyásolják, s mindenki egyenlő: egy-egy menő DJ, egy-egy menő buli zenei listája ugyanúgy beleszámít, mint a vidéki rezidensek hetente megjelenő közönségének kedvencei. A fizetendő éves DJ-jogdíjból kedvezmény jár azoknak, akik játszási listájuk beküldésével eleget tesznek adatszolgáltatási kötelezettségüknek. A DJ Szövetség hivatalos honlapján a teljes Dance Top 100-as listát is megosztják hétről hétre.

## Rekordok

### A legtöbb hétig vezető dalok
75 hét
- ATB x Topic x A7S – Your Love (9PM) (2021)

39 hét
- Ricchi e Poveri – Sarà perché ti amo (1981)

37 hét
- Armin van Buuren – Blah Blah Blah (2018)

33 hét
- Burak Yeter feat. Danelle Sandoval – Tuesday (2016)

29 hét
- Camila Cabello feat. Young Thug – Havana (2017)

22 hét
- Fedde Le Grand – Put Your Hands Up For Detroit (2006)
- Yolanda Be Cool & DCUP – We No Speak Americano (2010)
- Imany – Don’t Be So Shy (2015)

21 hét
- Tones and I  – Dance Monkey (2019)

20 hét
- Adele – Rolling in the Deep (2010)
- Calvin Harris – Summer (2014)
- David Guetta & Bebe Rexha – I’m Good (Blue) (2022)
- Korda György – Reptér (1981)

19 hét
- Bob Sinclar feat. Steve Edwards – World, Hold On (2006)

18 hét
- Ian Oliver feat. Shantel – Bucovina (2007)

17 hét
- Sarah McLeod – He Doesn`t Love You (2006)
- Chris Lawyer – Right On Time (2011)
- Clean Bandit feat. Sean Paul & Anne-Marie – Rockabye (2016)

16 hét
- Inna – Hot (2008)
- Duck Sauce – Barbra Streisand (2010)
- Clean Bandit feat. Demi Lovato – Solo (2018)

### Előadók a legtöbb első helyezést elérő dalok száma szerint
- David Guetta – 8 dallal (Love Is Gone; Sexy Bitch; One Love; Memories; Shot Me Down; Would I Lie to You; Say My Name; I’m Good (Blue))
- Calvin Harris – 6 dallal (Summer; Blame; Outside; How Deep Is Your Love; My Way; One Kiss)
- The Black Eyed Peas – 5 dallal (Shut Up; Hey Mama; Let's Get It Started; The Time (Dirty Bit); Ritmo (Bad Boys for Life))
- Avicii – 4 dallal (Levels; Wake Me Up; Hey Brother; Addicted to You)
- Bob Sinclar – 3 dallal (Love Generation; World, Hold On; Rock This Party)
- Ava Max – 3 dallal (Sweet but Psycho; Kings & Queens; Car Keys (Ayla))
- Alok – 3 dallal (Deep Down; Car Keys (Ayla); Summer’s Back)

### A legtöbb hétig slágerlistás dalok
- 254 hét – Álvaro Soler – Sofia (2016)
- 236 hét – ATB x Topic x A7S – Your Love (9PM) (2021)
- 161 hét – Armin van Buuren – Blah Blah Blah (2018)
- 142 hét – Goodboys – Bongo Cha Cha Cha (2021)
- 139 hét – Korda György – Reptér (1981)
- 136 hét – BLR x Rave & Crave – Taj (2017)
- 130 hét – Dynoro & Gigi D’Agostino – In My Mind (2018)
- 129 hét – Axwell Λ Ingrosso – More Than You Know (2017)
- 127 hét – David Guetta & Bebe Rexha – I’m Good (Blue) (2022)
- 126 hét – Farruko – Pepas (2021)
- 125 hét – Diplo & Sidepiece – On My Mind (2019)
- 120 hét – Daddy Yankee feat. Snow – Con Calma (2019); Acraze feat. Cherish – Do It to It (2021)
- 117 hét – DR BRS x Fekete Vonat feat. Halott Pénz, Monkeyneck – Hol van az a lány (2018); Purple Disco Machine x Kungs – Substitution (2023)
- 114 hét – Camila Cabello feat. Young Thug – Havana (2017)
- 113 hét – Ava Max – Kings & Queens (2020)
- 111 hét – Ben DJ – Thinkin' Bout You (2017)
- 110 hét – Billie Eilish – Bad Guy (2019)
- 105 hét – Álvaro Soler – La Cintura (2018)

## Külső hivatkozások
- MAHASZ hivatalos honlapja
- MAHASZ slágerlista archívum